# Unione Sportiva Grosseto 1912 2019-2020
Questa voce raccoglie le informazioni riguardanti la S.S.D. Unione Sportiva Grosseto 1912 nelle competizioni ufficiali della stagione 2019-2020.

## Divise e sponsor
Il fornitore tecnico per la stagione 2019-2020 è Macron. Lo sponsor di maglia è Spirulina.
| Casa | Trasferta | Terza divisa |

## Rosa
| N. |                   | Ruolo | Calciatore               |
| -- | ----------------- | ----- | ------------------------ |
|    | Italia (bandiera) | P     | Davide Barosi            |
|    | Italia (bandiera) | P     | Damiano Nunziatini       |
|    | Italia (bandiera) | D     | Andrea Ciolli (capitano) |
|    | Italia (bandiera) | D     | Matteo Gorelli           |
|    | Italia (bandiera) | D     | Lorenzo Milani           |
|    | Italia (bandiera) | D     | Tommaso Pierangioli      |
|    | Italia (bandiera) | D     | Claudio Pizzuto          |
|    | Italia (bandiera) | D     | Mattia Polidori          |
|    | Italia (bandiera) | D     | Alessandro Raimo         |
|    | Italia (bandiera) | D     | Mattia Ravanelli         |
|    | Italia (bandiera) | D     | Lorenzo Sabatini         |
|    | Italia (bandiera) | D     | Nicola Sabatini          |
|    | Italia (bandiera) | C     | Filippo Boccardi         |
|    | Italia (bandiera) | C     | William Consonni         |

| N. |                   | Ruolo | Calciatore          |
| -- | ----------------- | ----- | ------------------- |
|    | Italia (bandiera) | C     | Leonardo Da Pozzo   |
|    | Italia (bandiera) | C     | Riccardo Cretella   |
|    | Italia (bandiera) | C     | Emiliano Fratini    |
|    | Italia (bandiera) | C     | Francesco Giunta    |
|    | Italia (bandiera) | C     | Tommaso Rosi        |
|    | Italia (bandiera) | C     | Alessandro Sersanti |
|    | Italia (bandiera) | C     | Samuele Viligiardi  |
|    | Italia (bandiera) | A     | Francesco Frosinini |
|    | Italia (bandiera) | A     | Elia Galligani      |
|    | Italia (bandiera) | A     | Mattia Giani        |
|    | Italia (bandiera) | A     | Giacomo Guazzini    |
|    | Italia (bandiera) | A     | Filippo Moscati     |
|    | Italia (bandiera) | A     | Patrick Villani     |

## Calciomercato

### Sessione estiva (dall'1/7 al 2/9)
| Acquisti | Acquisti            | Acquisti              | Acquisti      |
| R.       | Nome                | da                    | Modalità      |
| -------- | ------------------- | --------------------- | ------------- |
| P        | Davide Barosi       | Juventus              | svincolato    |
| D        | Lorenzo Milani      | Empoli                | prestito      |
| D        | Mattia Polidori     | Trestina              | svincolato    |
| D        | Mattia Ravanelli    | Trestina              | svincolato    |
| C        | Leonardo Da Pozzo   | SM Avenza             | prestito      |
| C        | Alessandro Sersanti | Siena                 | svincolato    |
| C        | Samuele Viligiardi  | Empoli                | svincolato    |
| C        | Jacopo Zagaglioni   | Grassina              | fine prestito |
| A        | Francesco Frosinini | Cecina                | definitivo    |
| A        | Elia Galligani      | San Donato Tavarnelle | svincolato    |
| A        | Mattia Giani        | Savona                | svincolato    |
| A        | Giacomo Guazzini    | Siena                 | prestito      |
| A        | Filippo Moscati     | Aglianese             | svincolato    |

| Cessioni | Cessioni          | Cessioni              | Cessioni      |
| R.       | Nome              | a                     | Modalità      |
| -------- | ----------------- | --------------------- | ------------- |
| P        | Federico Bigoni   |                       | svincolato    |
| D        | Tommaso Del Nero  | Piombino              | svincolato    |
| D        | Filippo Majuri    |                       | svincolato    |
| C        | Gianmarco Cantore | Virtus Francavilla    | fine prestito |
| C        | Simone Raito      | Albinia               | svincolato    |
| C        | Jacopo Zagaglioni | San Donato Tavarnelle | svincolato    |
| A        | Luca Andreotti    | SM Avenza             | prestito      |
| A        | Saverio Camilli   | Montalcino            | svincolato    |
| A        | Shoon Molinari    | Colligiana            | svincolato    |

### Sessione di dicembre(dall'2/12 al 23/12)
| Acquisti | Acquisti         | Acquisti | Acquisti   |
| R.       | Nome             | da       | Modalità   |
| -------- | ---------------- | -------- | ---------- |
| D        | Alessandro Raimo | Ponsacco | svincolato |
| C        | Francesco Giunta | Savoia   | svincolato |

| Cessioni | Cessioni          | Cessioni  | Cessioni      |
| R.       | Nome              | a         | Modalità      |
| -------- | ----------------- | --------- | ------------- |
| C        | William Consonni  | Gavorrano | prestito      |
| C        | Leonardo Da Pozzo | SM Avenza | fine prestito |

### Sessione invernale(dal 2/1 al 31/1)
| Acquisti | Acquisti         | Acquisti   | Acquisti |
| R.       | Nome             | da         | Modalità |
| -------- | ---------------- | ---------- | -------- |
| D        | Lorenzo Sabatini | Fiorentina | prestito |

| Cessioni | Cessioni         | Cessioni | Cessioni      |
| R.       | Nome             | a        | Modalità      |
| -------- | ---------------- | -------- | ------------- |
| C        | Tommaso Rosi     |          | svincolato    |
| A        | Giacomo Guazzini | Siena    | fine prestito |

## Risultati

### Serie D

#### Girone di andata
| Arbitro: | Di Francesco (Ostia) |

|                  |           |            |
| Belli 38’ (rig.) | Marcatori | 72’ Ciolli |

| Arbitro: | Mori (La Spezia) |

|             |           |  |
| Moscati 49’ | Marcatori |  |

| Arbitro: | Calzavara (Varese) |

|             |           |                          |
| Valenti 86’ | Marcatori | 37’ Boccardi 81’ Moscati |

| Arbitro: | Villa (Rimini) |

|                  |           |  |
| Moscati 47’, 78’ | Marcatori |  |

| Arbitro: | Gregoris (Pescara) |

|           |           |             |
| Succi 31’ | Marcatori | 29’ Moscati |

| Arbitro: | Longo (Cuneo) |

|               |           |  |
| Moscati 90+4’ | Marcatori |  |

| Arbitro: | De Angeli (Milano) |

|                                         |           |  |
| Esposito 52’ Roberti 67’ Persichini 90’ | Marcatori |  |

| Arbitro: | Tesi (Lucca) |

|                                  |           |                         |
| Boccardi 66’ Cretella 69’ (rig.) | Marcatori | 9’ Guidotti 37’ Rosseti |

| Arbitro: | Cusumano (Caltanissetta) |

|                           |           |               |
| Colombini 7’ Ferretti 43’ | Marcatori | 76’ Galligani |

| Arbitro: | Gandolfo (Bra) |

|              |           |  |
| Sersanti 48’ | Marcatori |  |

| Arbitro: | Mucera (Palermo) |

|                          |           |                                   |
| Boldrini 39’ (rig.), 48’ | Marcatori | 46’ Galligani 67’ (rig.) Cretella |

| Arbitro: | Lovison (Padova) |

|           |           |             |
| Giani 30’ | Marcatori | 54’ Grifoni |

| Arbitro: | Diop (Treviglio) |

|                |           |                                                            |
| Castellani 23’ | Marcatori | 33’ Boccardi 45+3’ Moscati 50’ (rig.) Cretella 89’ Fratini |

| Arbitro: | Colaninno (Nola) |

|                                               |           |  |
| Cretella 37’ (rig.) Moscati 64’ Galligani 78’ | Marcatori |  |

| Arbitro: | Djurdjevic (Trieste) |

|                |           |                           |
| Testardi 90+2’ | Marcatori | 26’ Boccardi 72’ Sersanti |

| Arbitro: | Rispoli (Locri) |

|                                            |           |  |
| Moscati 7’, 43’ Galligani 46’ Cretella 88’ | Marcatori |  |

| Arbitro: | Grasso (Ariano Irpino) |

|                |           |              |
| Giustarini 62’ | Marcatori | 55’ Boccardi |

#### Girone di ritorno
| Arbitro: | Romaniello (Napoli) |

|                                            |           |                                        |
| Moscati 4’ Cretella 10’ Galligani 14’, 18’ | Marcatori | 41’, 48’ (rig.) Khribech 90+3’ Damiano |

| Arbitro: | Di Cicco (Lanciano) |

|               |           |  |
| Schiaroli 84’ | Marcatori |  |

| Arbitro: | De Vincentis (Taranto) |

|                                             |           |           |
| Cretella 45+1’ (rig.) Moscati 52’ Giani 87’ | Marcatori | 27’ Chiti |

| Arbitro: | Bracaccini (Macerata) |

|  |           |                          |
|  | Marcatori | 27’ Moscati 29’ Sersanti |

| Arbitro: | Milone (Taurianova) |

|                         |           |                                      |
| Cretella 10’ Giunta 33’ | Marcatori | 14’ Cardillo 56’ Bosi 82’ Di Cairano |

| Arbitro: | Mori (La Spezia) |

|         |           |                                     |
| Fodé 8’ | Marcatori | 64’ Galligani 90+5’ (rig.) Boccardi |

| Arbitro: | Rinaldi (Bassano del Grappa) |

|              |           |  |
| Boccardi 48’ | Marcatori |  |

| San Giovanni Valdarno 23 febbraio 2020, ore 14:30 CET 25ª giornata | Sangiovannese       | 0 – 0 | Grosseto | Stadio Virgilio Fedini\| Arbitro: \| Sicurello (Seregno) \| |
| Arbitro:                                                           | Sicurello (Seregno) |       |          |                                                             |

| Arbitro: | Villa (Rimini) |

|                              |           |  |
| Galligani 67’ Boccardi 90+3’ | Marcatori |  |

| Cannara 8 marzo 2020 27ª giornata | Cannara | – (annullata) | Grosseto | Stadio Spoletini |

| Grosseto 22 marzo 2020 28ª giornata | Grosseto | – (annullata) | Flaminia CivitaCastellana | Stadio Carlo Zecchini |

| Gavorrano 29 marzo 2020 29ª giornata | Follonica Gavorrano | – (annullata) | Grosseto | Stadio Malverisi-Matteini |

| Grosseto 5 aprile 2020 30ª giornata | Grosseto | – (annullata) | Aglianese | Stadio Carlo Zecchini |

| Bagno a Ripoli 9 aprile 2020 31ª giornata | Grassina | – (annullata) | Grosseto | Stadio comunale |

| Grosseto 19 aprile 2020 32ª giornata | Grosseto | – (annullata) | Pomezia | Stadio Carlo Zecchini |

| Tavarnelle Val di Pesa 26 aprile 2020 33ª giornata | San Donato Tavarnelle | – (annullata) | Grosseto | Stadio Leonardo Pianigiani |

| Grosseto 3 maggio 2020 34ª giornata | Grosseto | – (annullata) | Montevarchi | Stadio Carlo Zecchini |

### Coppa Italia Serie D
| Arbitro: | Iacobellis (Pisa) |

|  |           |               |
|  | Marcatori | 56’ Galligani |

| Arbitro: | Crezzini (Siena) |

|                                                   |           |          |
| Cretella 8’ (rig.), 45+1’ Gorelli 21’ Villani 77’ | Marcatori | 83’ Fofi |

| Arbitro: | Bocchini (Roma 1) |

|                           |           |             |
| Luccacini 18’ Podestà 78’ | Marcatori | 55’ Villani |

## Statistiche

### Statistiche di squadra
| Competizione         | M.Pt | Punti | In casa | In casa | In casa | In casa | In casa | In casa | In trasferta | In trasferta | In trasferta | In trasferta | In trasferta | In trasferta | Totale | Totale | Totale | Totale | Totale | Totale | D.R. |
| Competizione         | M.Pt | Punti | G       | V       | N       | P       | Gf      | Gs      | G            | V            | N            | P            | Gf           | Gs           | G      | V      | N      | P      | Gf     | Gs     | D.R. |
| -------------------- | ---- | ----- | ------- | ------- | ------- | ------- | ------- | ------- | ------------ | ------------ | ------------ | ------------ | ------------ | ------------ | ------ | ------ | ------ | ------ | ------ | ------ | ---- |
| Serie D              | 2,00 | 52    | 13      | 10      | 2       | 1       | 27      | 10      | 13           | 5            | 5            | 3            | 18           | 15           | 26     | 15     | 7      | 4      | 45     | 25     | +20  |
| Coppa Italia Serie D | -    | -     | 1       | 1       | 0       | 0       | 4       | 1       | 2            | 1            | 0            | 1            | 2            | 2            | 3      | 2      | 0      | 1      | 6      | 3      | +3   |
| Totale               | 2,00 | 52    | 14      | 11      | 2       | 1       | 31      | 11      | 15           | 6            | 5            | 4            | 20           | 17           | 29     | 17     | 7      | 5      | 51     | 28     | +23  |

### Andamento in campionato
| Giornata  | 1 | 2 | 3 | 4 | 5 | 6 | 7 | 8 | 9 | 10 | 11 | 12 | 13 | 14 | 15 | 16 | 17 | 18 | 19 | 20 | 21 | 22 | 23 | 24 | 25 | 26 | 27 | 28 | 29 | 30 | 31 | 32 | 33 | 34 |
| --------- | - | - | - | - | - | - | - | - | - | -- | -- | -- | -- | -- | -- | -- | -- | -- | -- | -- | -- | -- | -- | -- | -- | -- | -- | -- | -- | -- | -- | -- | -- | -- |
| Luogo     | T | C | T | C | T | C | T | C | T | C  | T  | C  | T  | C  | T  | C  | T  | C  | T  | C  | T  | C  | T  | C  | T  | C  | T  | C  | T  | C  | T  | C  | T  | C  |
| Risultato | N | V | V | V | N | V | P | N | P | V  | N  | N  | V  | V  | V  | V  | N  | V  | P  | V  | V  | P  | V  | V  | N  | V  | –  | –  | –  | –  | –  | –  | –  | –  |
| Posizione | 9 | 5 | 3 | 1 | 1 | 1 | 4 | 3 | 5 | 3  | 3  | 3  | 3  | 2  | 2  | 2  | 2  | 2  | 2  | 2  | 2  | 2  | 2  | 1  | 1  | 1  | –  | –  | –  | –  | –  | –  | –  | –  |

Legenda:

Luogo: C = Casa; T = Trasferta. Risultato: V = Vittoria; N = Pareggio; P = Sconfitta.